# 钝裂耳蕨
钝裂耳蕨（学名：Polystichum integrilobum）为鳞毛蕨科耳蕨属下的一个种。

## 扩展阅读
- 維基物種上的相關：钝裂耳蕨